# Hockey Club Tevere Eur
L'Hockey Club Tevere EUR è una società italiana di hockey su prato con sede a Roma, fondata nel 1993 da Madelon Belien con l'obiettivo di promuovere lo sport tra i più giovani.
La società italiana milita stabilmente nei campionati nazionali federali maschili organizzati dalla Federazione Italiana Hockey e ha conquistato due titoli consecutivi, vincendo l'edizione del 2024 e l'edizione del 2025 del massimo campionato nazionale.

## Storia
Nato come progetto per avvicinare all'hockey su prato un gruppo di bambini, il club ha conosciuto una crescita costante e conta oggi circa 150 giovani atleti tra i 5 e i 18 anni. Si è distinto fin da subito come uno dei primi club italiani dedicati esclusivamente al settore giovanile. Nel corso degli anni ha formato numerosi atleti di livello nazionale.
Dal 2009 la prima squadra partecipa stabilmente al campionato italiano, raggiungendo la massima serie e affermandosi come una delle realtà più competitive del panorama nazionale.

### La massima serie
Nella stagione 2009-2010 l’Hockey Club Tevere EUR ha conquistato la promozione in Serie A1, grazie alla vittoria nel Girone A.
L'anno successivo rappresenta un primo momento di assestamento in Serie A1, dopo la promozione: la squadra chiude con un onorevole 6° posto, dimostrando solidità e capacità di competere a buoni livelli.
Nella  stagione 2011-12 si conferma al 6° posto, consolidando la posizione nella parte centrale della classifica, oltre alla permanenza nella massima serie.
Dopo un triennio in cui non si registrano risultati significativi, dati dall'8° posto della stagione 2012-2013, di nuovo il 6° posto nella stagione 2013-2014 e un 7° posto nella stagione 2014-2015, si affacciano per la prima volta nella parte alta della classifica conseguendo il 4° posto nella stagione 2015-2016.
Stagione interlocutoria nel stagione 2016-2017, conclusa al 6° posto, seguita dal 2° posto in classifica nella stagione 2017-2018, dietro ai pluricampioni dell’Hockey Club Bra. Un campionato da protagonisti, con diverse vittorie di prestigio.
Brusca frenata con un 10° posto, dopo l’exploit dell’anno precedente, nella stagione 2018-2019, evitando comunque la retrocessione per due punti, seguita dal ritorno nella parte alta della classifica nel 2019-2020, dietro alla società neocampione Amsicora e all’Hockey Club Bra.
La società risulta ancora competitiva con il 4° posto nella stagione 2020-2021 e sfiora lo scudetto nella stagione successiva, perdendo la finalissima dei playoff contro l’Hockey Club Bra per 6-5 agli shoot-out, dopo aver vinto il girone A proprio davanti alla società piemontese.
Nella stagione 2022-2023 replica il piazzamento dell’anno precedente, questa volta dopo aver vinto per 1-0 la prima di due finali, ma perdendo la seconda per 2-0 contro l'Hockey Club Bra. 
La stagione 2023-2024 è quella del primo scudetto, vinto davanti all'Amsicora e alla Lazio Hockey, grazie alla capitalizzazione di dieci vittorie, tre pareggi e una sola sconfitta.
Nella stagione 2024-2025 si confermano sul tetto d'Italia, vincendo il secondo scudetto, sempre di misura stavolta sulla Polisportiva Ferrini di Cagliari, realizzando anche la migliore differenza reti.

## Impianto
Le attività sportive si svolgono presso l'Euroma Hockey Stadium, situato in Via Bilbao 12 (di fronte al grattacielo Eurosky), dotato di infrastrutture moderne e utilizzato anche da altre società sportive della Capitale.

## Organico tecnico
- Head coach: Mirko Chionna
- Consulente tecnico: Roberto Da Gai
- Preparatore portieri: Iacopo Breschi
- Direttore della performance: Manuel Franceschi
- Team manager: Carlo Corsi
- Medico sociale: Dott. Paolo Di Vona
- Fisioterapista: Andrea Pierini
- Video analyst: Gianni Picano

## Palmarès

### Competizioni nazionali
Scudetto: 2
2023-2024, 2024-2025